# Mateo Beusan
Mateo Beusan (Dubrovnik, 1951. március 10. –) horvát nemzetközi labdarúgó-játékvezető.

## Pályafutása

### Nemzeti játékvezetés
1987-ben lett az I. Liga játékvezetője. Jugoszlávia egyik legjobb játékvezetője volt. Az aktív nemzeti játékvezetéstől 1996-ban a háború miatt vonult vissza.

### Nemzetközi játékvezetés
A Horvát labdarúgó-szövetség Játékvezető Bizottsága (JB) terjesztette fel nemzetközi játékvezetőnek, a Nemzetközi Labdarúgó-szövetség (FIFA) 1991-től tartotta nyilván bírói keretében. Több nemzetek közötti válogatott és klubmérkőzést vezetett vagy működő társának partbíróként segített. UEFA besorolás szerint az „elit” kategóriába tevékenykedett. A horvát nemzetközi játékvezetők rangsorában, a világbajnokság-Európa-bajnokság sorrendjében többedmagával az 5. helyet foglalja el 2 találkozó szolgálatával. Az aktív nemzetközi játékvezetéstől 1996-ban búcsúzott.

#### Labdarúgó-világbajnokság
A világbajnoki döntőhöz vezető úton Franciaországba a XVI., az 1998-as labdarúgó-világbajnokságra a FIFA JB bíróként alkalmazta.

##### 1998-as labdarúgó-világbajnokság

###### Selejtező mérkőzés
| Időpont              | Helyszín                       | Mérkőzés típusa           | Mérkőzés         | Eredmény | Nézők száma |
| -------------------- | ------------------------------ | ------------------------- | ---------------- | -------- | ----------- |
| 1996. szeptember 18. | Na Stíndalech Stadion, Teplice | előselejtező (6. csoport) | Csehország–Málta | 6 : 0    | 15 099      |

#### Labdarúgó-Európa-bajnokság
Az európai-labdarúgó torna döntőjéhez vezető úton Angliába a X., az 1996-os labdarúgó-Európa-bajnokságra az UEFA JB játékvezetőként foglalkoztatta.

##### 1996-os labdarúgó-Európa-bajnokság

###### Selejtező mérkőzés
| Időpont           | Helyszín                  | Mérkőzés típusa           | Mérkőzés        | Eredmény | Nézők száma |
| ----------------- | ------------------------- | ------------------------- | --------------- | -------- | ----------- |
| 1995. február 22. | Nemzeti Stadion, Ta’ Qali | előselejtező (5. csoport) | Málta–Luxemburg | 1 : 0    | 8 370       |

#### Nemzetközi kupamérkőzések

##### UEFA-bajnokok ligája
| Időpont              | Helyszín                         | Mérkőzés típusa                 | Mérkőzés                                           | Eredmény |
| -------------------- | -------------------------------- | ------------------------------- | -------------------------------------------------- | -------- |
| 1994. szeptember 27. | Kórház utcai stadion, Békéscsaba | selejtező (2. kör, 2. mérkőzés) | Bekéscsabai Előre–FK Teksztilscsik Kamisin (orosz) | 1 : 0    |

#### A magyar labdarúgó-válogatott mérkőzései (1902–1929)
| Időpont         | Helyszín                      | Mérkőzés típusa          | Mérkőzés                 | Eredmény | Nézők száma |
| --------------- | ----------------------------- | ------------------------ | ------------------------ | -------- | ----------- |
| 1996. június 1. | Marcel Saupin Stadion, Nantes | 704. válogatott mérkőzés | Magyarország–Olaszország | 0 : 2    | 25 000      |

## Sportvezetőként
A horvát JB játékvezető instruktora, ellenőr. Labdarúgó mérkőzéseken televíziós szakkommentátor.